# Estela

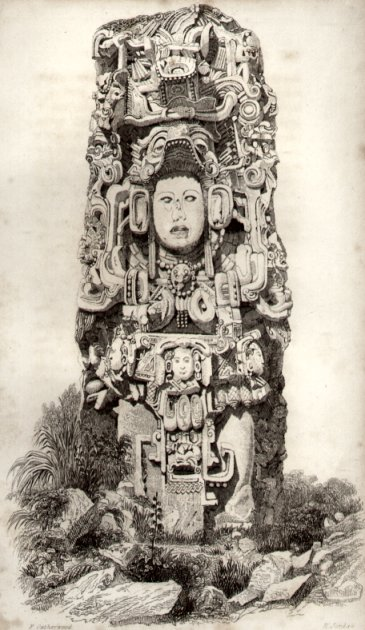
Estela N de Copán, face sul, representando o rei K'ac Yipyaj Chan K'awiil ("Concha Fumegante"), como desenhado por Catherwood em 1839

Estela provém do termo grego "stela", que significa "pedra erguida" ou "alçada". A palavra entrou no uso comum da arquitetura e da arqueologia para designar objetos em uma única pedra, ou seja, estruturas monolíticas, nos quais eram efetuadas esculturas em relevo ou textos. A sua função essencial era transmitir um determinado significado simbólico, fosse esse funerário, mágico-religioso, territorial, político ou propagandístico, entre outros.
Estelas de madeira eram usadas como revestimentos ou “falsas portas” para câmaras mortuárias, feitas a partir de troncos de palmeira e de acácia. Logo caíram em desuso, pois essas árvores não possuem troncos largos e, por isso, não fornecem quantidade de madeira suficiente para grandes construções.

## Estelas maias
Grande parte da história da civilização maia está sendo resgatada pelos arqueólogos através da decodificação das várias estelas que nos legaram, já que estes costumavam erguer a cada katum (período de 20 anos) uma estela comemorativa, na qual inscreviam os principais eventos do período.
Nos sítios arqueológicos de Copán existem 38 das mais belas estelas produzidas pela arte maia, em Tikal são 86, e quase um milhar de similares nesta civilização para documentar cerca de seis séculos (dos anos de 292 a 909).
Normalmente a estela maia tem seção quadrada ou retangular e raramente ultrapassam os três metros, havendo uma em Quirigua, datada do ano de 771, notável pelos seus onze metros e suas sessenta e cinco toneladas.

## Estelas do Baixo Alentejo e Algarve, Portugal
Foram encontradas estelas na região do Algarve e Baixo Alentejo, com inscrições ainda por decifrar, com uma escrita anterior à fixação dos fenícios, na colónia de Abul, nas proximidades de Alcácer do Sal, ou em qualquer outro sítio da Península Ibérica, em data anterior ao século VIII a.C.

## Estela Funerária

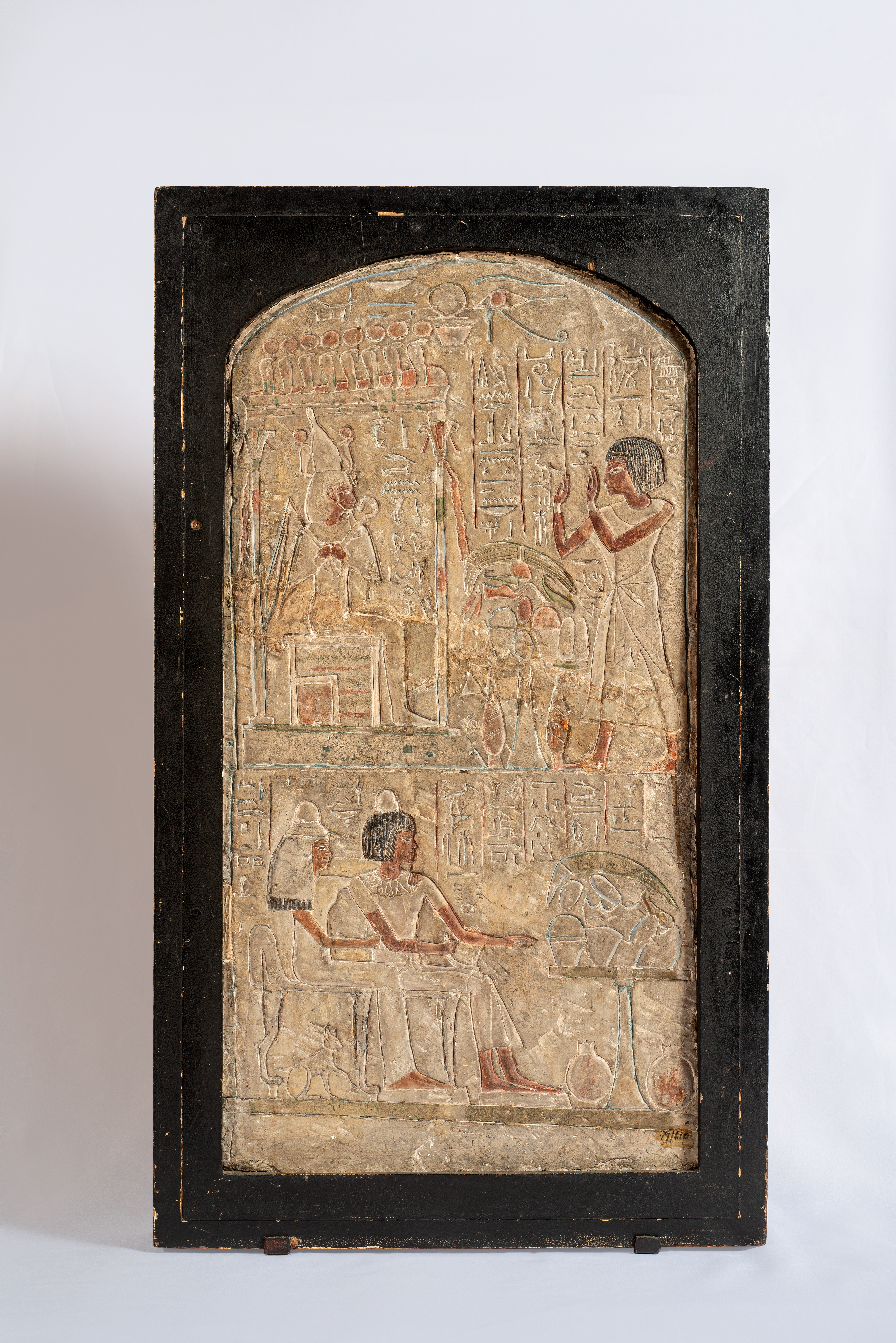
Estela funerária de Thutmés, Casa Museu Eva Klabin.

As estelas funerárias eram colocadas nos túmulos com preces que garantiriam o bem estar do morto e lembrariam aos vivos seus feitos em vida. Através delas se conhece muito da história do Egito Antigo. As cenas descreviam o morto, geralmente acompanhado de sua família ou de parentes próximos, e os textos não apresentavam mais do que orações a Osíris e os nomes das pessoas descritas na estela. Sua função era garantir a presença dos mortos durante os festivais sagrados, mesmo após a sua passagem.
Na Casa Museu Eva Klabin encontra-se a Estela Funerária de Thutmés, criado no Egito Antigo, no final da 18ª Dinastia - Amenhotep III. Essa obra é um baixo-relevo pintado, que se divide em dois registros. O primeiro, na parte superior encontra-se o sinal shen, simbolo da alma. Abaixo, vemos o deus Osíris, sentado no trono. Em pé, diante de Osíris, Thutmés está de braços erguidos o adorando. Na parte inferior, Thumés e esposa estão sentados diante de uma mesa de oferendas.